# جیمی مک‌اوان
جیمی مک‌اوان (انگلیسی: Jamie McEwan; ۲۴ سپتامبر ۱۹۵۲ – ۱۴ ژوئن ۲۰۱۴) قایقران کانو اهل ایالات متحده آمریکا بود.